# Valverde de Campos
Valverde de Campos è un comune spagnolo di 112 abitanti situato nella comunità autonoma di Castiglia e León.